# Receptor 5-HT2C
Receptor 5-HT2C, receptor serotoninowy 2C – białko transbłonowe kodowane u człowieka genem HTR2C w locus Xq24, należące do rodziny receptorów serotoninowych.

## Funkcja
Gen HTR2C koduje wielokrotnie przechodzące przez błonę komórkową białko transbłonowe pełniące funkcję receptora dla serotoniny (5-hydroksytryptaminy) sprzężonego z białkiem G, którego pobudzenie podwyższa komórkowy poziom trifosforanu inozytolu (IP3) i diacyloglicerolu (DAG).

## Rozmieszczenie
Receptor 5-HT2C występuje w wielu strukturach ośrodkowego układu nerwowego: w prążkowiu, istocie czarnej, korze przedczołowej, jądrze półleżącym, hipokampie, podwzgórzu i ciele migdałowatym. Jako jedyne receptory serotoninowe występują w splocie naczyniówkowym.

## Znaczenie w psychofarmakologii
Agonizm wobec receptorów 5-HT2C wykazywany przez szereg leków przeciwdepresyjnych wydaje się odpowiadać za niektóre działania leków przeciwdepresyjnych z grupy SSRI i SNRI. Fluoksetyna jako jedyny lek z grupy SSRI jest antagonistą 5-HT2C, ale kliniczne znaczenie tego faktu jest niejasne. Nowy lek przeciwdepresyjny, agomelatyna, obok agonizmu wobec receptorów melatoninergicznych również wykazuje antagonizm wobec 5-HT2C. Uważa się, że blokada receptorów 5-HT2C odhamowuje uwalnianie noradrenaliny i dopaminy w korze przedczołowej i może dawać kliniczny efekt aktywizacji. Leki mające taką właściwość określa się niekiedy jako dysinhibitory noradrenaliny i dopaminy (NDDI).
Powinowactwo do receptorów 5-HT2C ma także wiele leków przeciwpsychotycznych. Lorkaseryna, silny agonista 5-HT2C, ma udowodnione działanie zmniejszające łaknienie.

## Agonisty
- A-372,159
- AL-38022A
- CP-809,101[11]
- fenfluramina
- lizuryd
- lorkaseryna[10]
- LSD
- meskalina
- mesulergina
- MK-212
- norfenfluramina
- Org 12,962
- ORG-37,684
- oksaflozan
- PNU-22394
- PNU-181731
- psylocyna
- Ro60-0175
- serotonina
- wabikaseryna[12]
- WAY-629
- WAY-161,503
- WAY-163,909[13]
- YM-348

## Odwrotne agonisty
- amitryptylina
- amoksapina
- chloropromazyna
- flufenazyna
- imipramina
- klozapina
- doksepina
- hydroksyzyna
- ketanseryna
- kwetiapina
- loksapina
- LY-53,857
- metergolina
- metiotepina
- mianseryna
- mirtazapina
- nortryptylina
- olanzapina
- pizotyfen
- risperidon
- ritanseryna
- S-32212
- SB-206,553
- SB-228,357
- SB-243,213
- SB-242,084
- ziprasidon

## Antagonisty
- agomelatyna[8]
- CEPC
- cyjamemazyna[14]
- eltoprazyna
- etoperidon
- fluoksetyna
- FR-260,010
- metysergid
- nefazodon
- norfluoksetyna
- O-Desmethyltramadol
- perfenazyna[15]
- RS-102,221
- S32006[16]
- SB-200,646
- SB 206,553[17]
- SB-221,284
- SB-242,084
- SDZ SER-082
- tedatioksetyna (Lu AA24530)
- tramadol
- trazodon[18]

## Genetyka
Odkryto wiele polimorfizmów pojedynczego nukleotydu w ludzkim genie HTR2C. Polimorfizm -759C/T w promotorze genu powoduje większą ekspresję receptora i wiąże się z mniejszym ryzykiem przyrostu masy ciała w trakcie leczenia neuroleptykami.